# 里納德 (愛荷華州)
里納德（英語：Rinard）是一個位於美國愛荷華州卡爾霍恩縣的城市。

## 地理
里納德的座標為42°20′21″N 92°29′17″W / 42.33917°N 92.48806°W，而該地的平均海拔高度為356米（即1168英尺）。

## 人口
根據2010年美國人口普查的數據，里納德的面積為2.59平方千米，當中陸地面積為2.59平方千米，而水域面積為0.00平方千米。當地共有人口52人，而人口密度為每平方千米20人。